# Louis Hédin
Pour les articles homonymes, voir Hedin (homonymie).
Louis Hédin, né le 5 janvier 1904 dans le 11e arrondissement de Paris et mort le 9 mai 1982 à Quevillon (Seine-Maritime), est un ingénieur agronome, botaniste et collecteur de plantes français, d'abord actif en Afrique centrale – particulièrement au Cameroun –, puis en Normandie.

## Biographie
Collaborateur d'Auguste Chevalier, il participe, en début de carrière, à plusieurs missions au Cameroun, dont il parcourut toute la zone forestière méridionale et occidentale, récoltant quelque 2 200 spécimens dans les localités suivantes : Douala, Yaoundé, Nanga Eboko, Bertoua, Batouri, Yokadouma, Lomié, Djoum, Sangmélima, Ebolowa, Lolodorf, Kribi, Édéa, Éséka, Bafia, Dschang, Nkongsamba. Puis il se rendit également en Côte d'Ivoire.
Le 21 mai 1955, il est reçu à l'Académie des sciences, belles-lettres et arts de Rouen, avec un discours sur Les objectifs de l'Ethnobotanique. Il en devient le vice-président en 1967, puis le président en 1968.

## Hommages
Les épithètes spécifiques de plusieurs plantes lui sont dédiées : Acantholimon hedinii, Aphanocalyx hedinii, Artemisia hedinii, Cymbella hedinii, Diplotomma hedinii, Envekadea hedinii, Harpochytrium hedinii , Navicula hedinii ou Pleurospermum hedinii.

## Sélection de publications

### Sur le Cameroun
- « L'exploitation du Caoutchouc de Funtumia au Cameroun », in Revue de botanique appliquée et d'agriculture coloniale, 1928, vol. 8, no 81, p. 353-357, [lire en ligne]
- « L'exploitation du Palétuvier dans la baie de Manoka (Cameroun) », in Revue de botanique appliquée et d'agriculture coloniale, 1928, vol. 8, no 85, p. 623-626, [lire en ligne]
- « Le Baillonella toxisperma Pierre (1890) au Cameroun », in Revue de botanique appliquée et d'agriculture coloniale, 1928, vol. 8, no 88, p. 853-855, [lire en ligne]
- « Une plante oléagineuse peu connue de l'Ouest africain : le Tetracarpidium conophorum », in Revue de botanique appliquée et d'agriculture coloniale, 1929, vol. 9, no 100, p. 752-753, [lire en ligne]
- « Sur quelques essences exploitées au Cameroun », in Revue de botanique appliquée et d'agriculture coloniale, 1929, vol. 9, no 89, p. 39-51, [lire en ligne]
- « Sur quelques plantes à alcaloïdes du Cameroun », in Revue de botanique appliquée et d'agriculture coloniale, 1929, vol. 9, no 92, p. 258-261, [lire en ligne]
- « La culture du Manioc au Cameroun », in Revue de botanique appliquée et d'agriculture coloniale, 1929, vol. 9, no 93, p. 311-314, [lire en ligne]
- « La Mosaïque des feuilles du Manioc au Cameroun », in Revue de botanique appliquée et d'agriculture coloniale, 1929, vol. 9, no 94, p. 361-365, [lire en ligne] (en collab. avec J. Dufrénoy)
- « Note sur le bois d'Adoum (Cylicodiscus gabunensis Harms) », in Revue de botanique appliquée et d'agriculture coloniale, 1929, vol. 9, no 95, p. 446-448, [lire en ligne]
- « Les Rotins au Cameroun », in Revue de botanique appliquée et d'agriculture coloniale, 1929, vol. 9, no 96, p. 502-507, [lire en ligne]
- Étude sur la forêt et les bois du Cameroun sous mandat français (préface d'Auguste Chevalier), Larose, Paris, 1930 (compte-rendu de R. Musset, in Annales de Géographie, t. 42, no 235, 1933. p. 94-97, [lire en ligne]).

### Autres
- L'homme et les plantes cultivées (en collaboration avec André-Georges Haudricourt, préface d'Auguste Chevalier), Gallimard, 1943
- Les Méthodes d'analyse botanique dans l'étude agronomique des prairies (en collab.), Dunod, 1951
- Les conditions d'exploitation de la prairie en Normandie, depuis le XIXe siècle, 1951
- Recherches récentes sur l'adaptation des espèces et des types de plantes cultivées, 1961
- « Observations sur l'origine, la classification et l'écologie des espèces fourragères », in Journal d'agriculture tropicale et de botanique appliquée, 1963, vol. 10, no 1, p. 1-19, [lire en ligne]
- Écologie de la prairie permanente française (en collab.), Masson, 1972